# قائمة البعثات الدبلوماسية الليبية

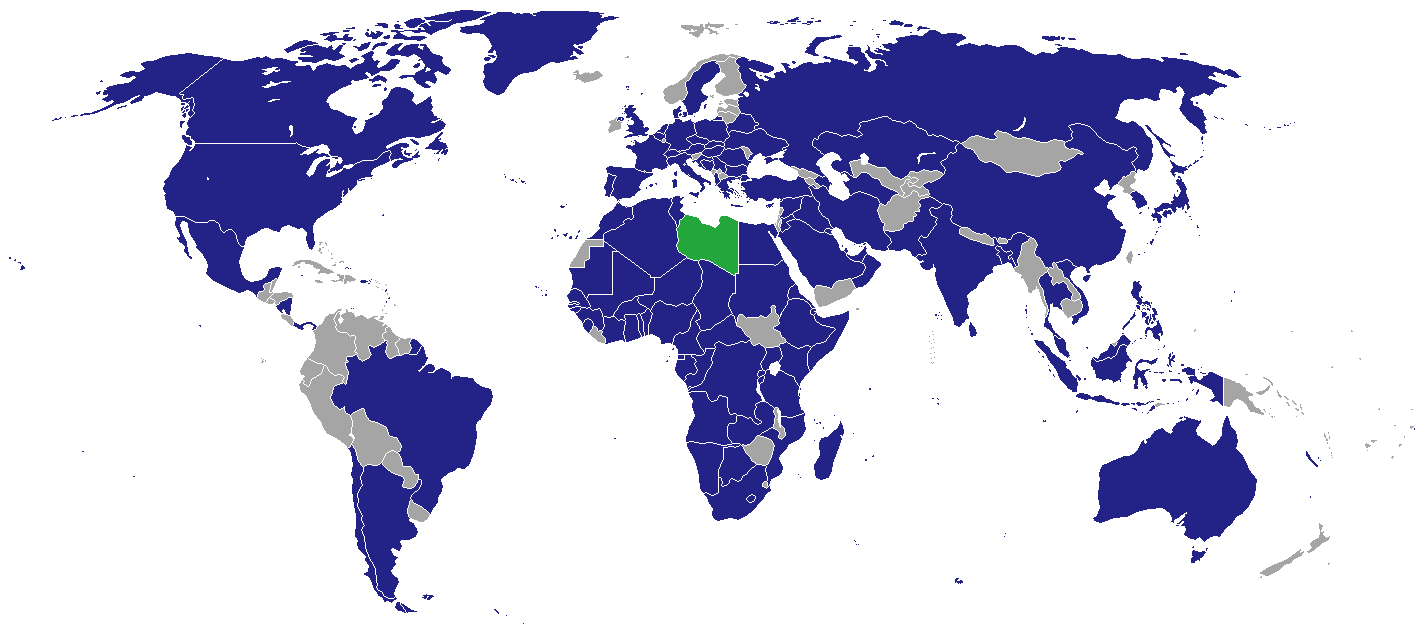
خريطة البعثات الديبلوماسية الليبية في العالم

أجرت ليبيا نوعاً من التغيير في مستوى تمثيلها الدبلوماسي مع دول العالم في العام 1979 وذلك بإعادة تسمية سفاراتها في العالم باسم «مكتب شعبي». ما يلي قائمة بالعواصم والمدن التي يوجد بها مكاتب شعبية ليبية أو قنصليات عامة.

## أفريقيا
- الجزائر
  - الجزائر (مدينة) (مكتب شعبي)
- أنغولا
  - لواندا (مكتب شعبي)
- بنين
  - كوتونو (مكتب شعبي)
- بوركينا فاسو
  - واغادوغو (مكتب شعبي)
- بوروندي
  - بوجمبورا (مكتب شعبي)
- الكاميرون
  - ياوندي (مكتب شعبي)
- تشاد
  - أنجامينا (مكتب شعبي)
- جزر القمر
  - موروني (مكتب شعبي)
- جمهورية الكونغو
  - برازافيل (مكتب شعبي)
- ساحل العاج
  - أبيدجان (مكتب شعبي)
- جمهورية الكونغو الديمقراطية
  - كنشاسا (مكتب شعبي)
- مصر
  - القاهرة (مكتب شعبي)
  - الإسكندرية (قنصلية عامة)
- إثيوبيا
  - أديس أبابا (مكتب شعبي)
- الغابون
  - لبرفيل (مكتب شعبي)
- غامبيا
  - بانغول (مكتب شعبي)
- غانا
  - أكرا (مكتب شعبي)
- غينيا بيساو
  - بيساو (مكتب شعبي)
- كينيا
  - نيروبي (مكتب شعبي)
- ليسوتو
  - ماسيرو (مكتب شعبي)
- مدغشقر
  - أنتناناريفو (مكتب شعبي)
- مالي
  - باماكو (مكتب شعبي)
- موريتانيا
  - نواكشوط (مكتب شعبي)
- المغرب
  - الرباط (مكتب شعبي)
  - الدار البيضاء (قنصلية عامة)
- موزمبيق
  - مابوتو (مكتب شعبي)
- ناميبيا
  - وندهوك (مكتب شعبي)
- النيجر
  - نيامي (مكتب شعبي)
- نيجيريا
  - أبوجا (مكتب شعبي)
- السنغال
  - داكار (مكتب شعبي)
- سيراليون
  - فري تاون (مكتب شعبي)
- جنوب أفريقيا
  - بريتوريا (مكتب شعبي)
- السودان
  - الخرطوم (مكتب شعبي)
- تنزانيا
  - دار السلام (مكتب شعبي)
- توغو
  - لومي (مكتب شعبي)
- تونس
  - تونس (مدينة) (مكتب شعبي)
  - صفاقس (قنصلية عامة)
- زامبيا
  - لوساكا (مكتب شعبي)
- زيمبابوي
  - هراري (مكتب شعبي)

## أوروبا

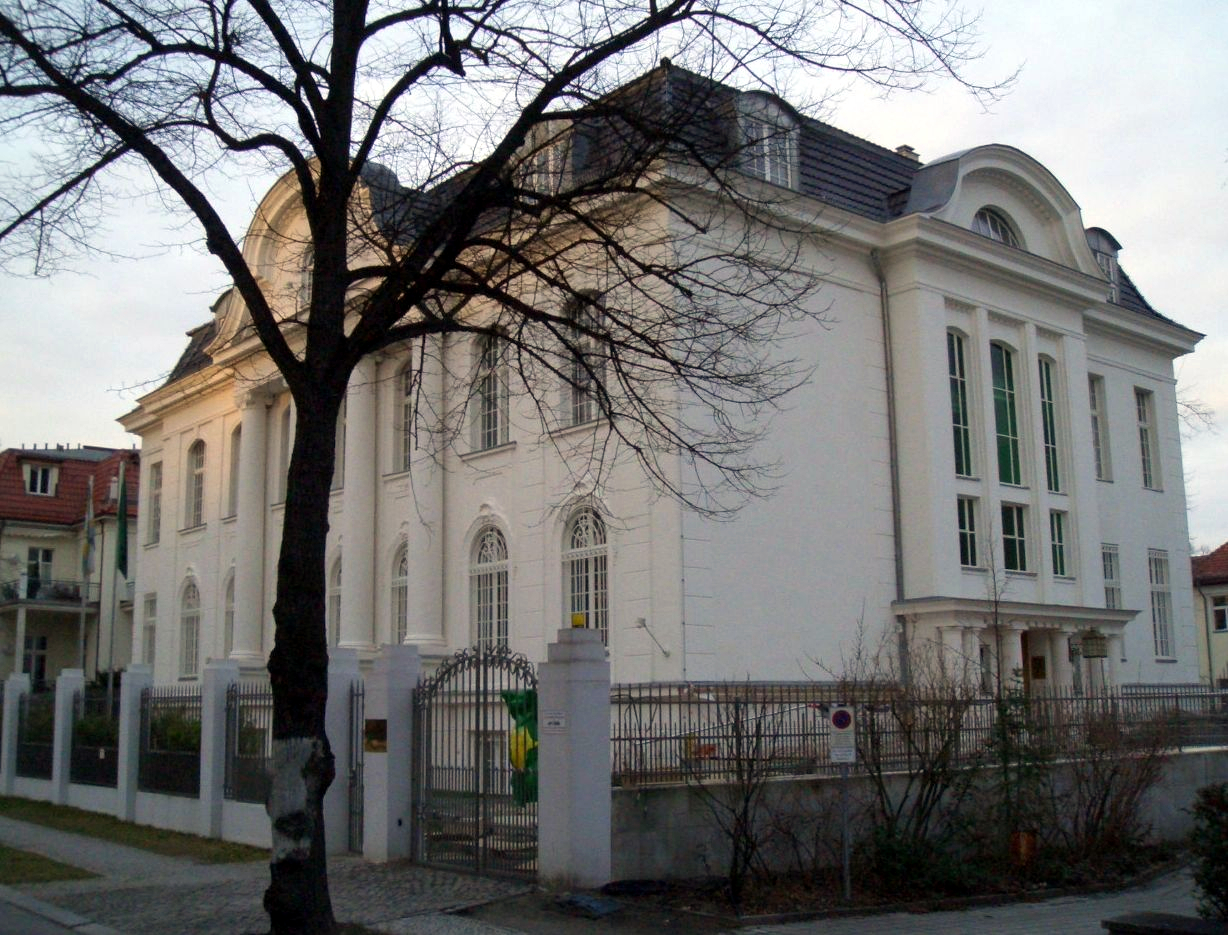
المكتب الشعبي الليبي في برلين.

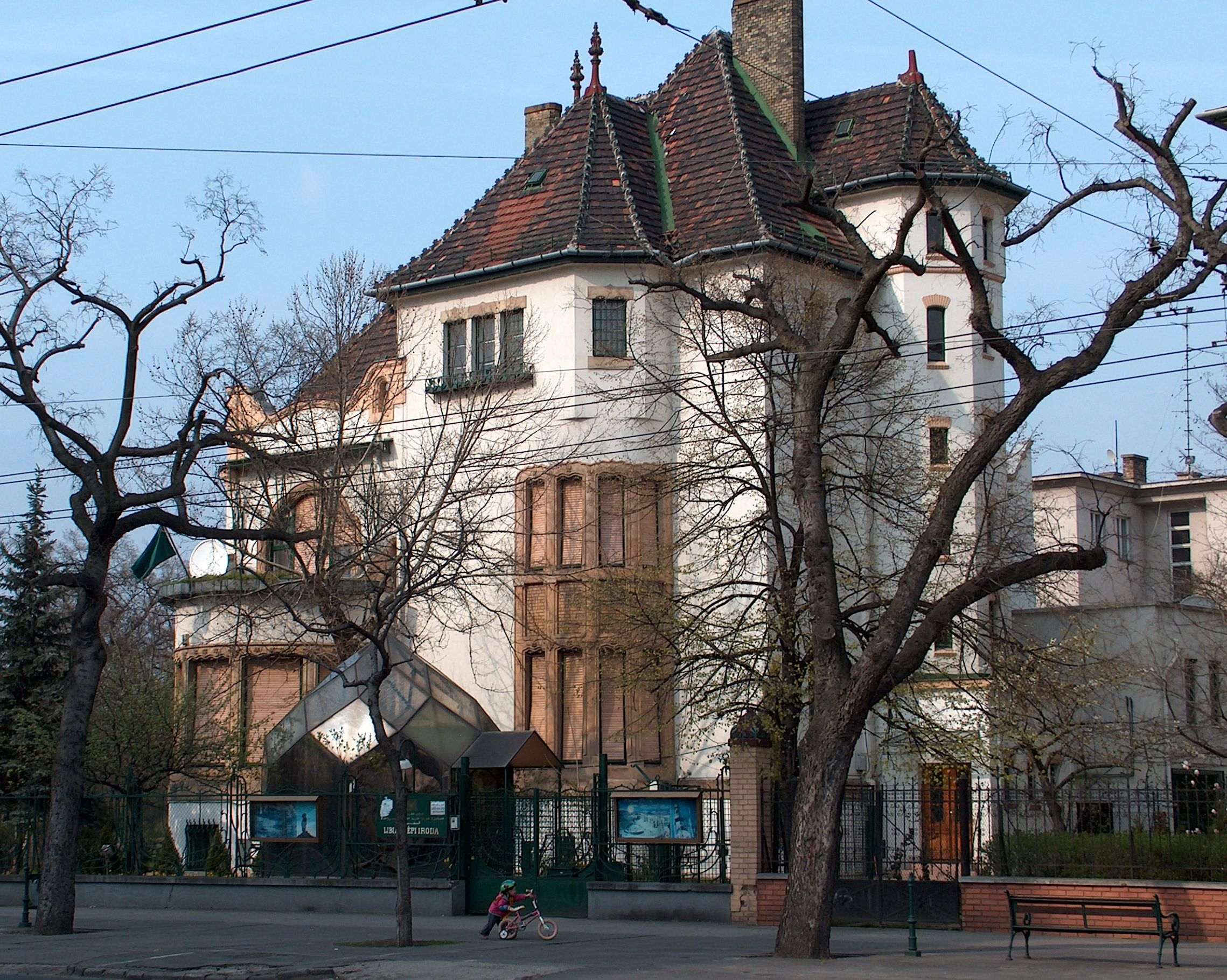
المكتب الشعبي الليبي في بودابست.

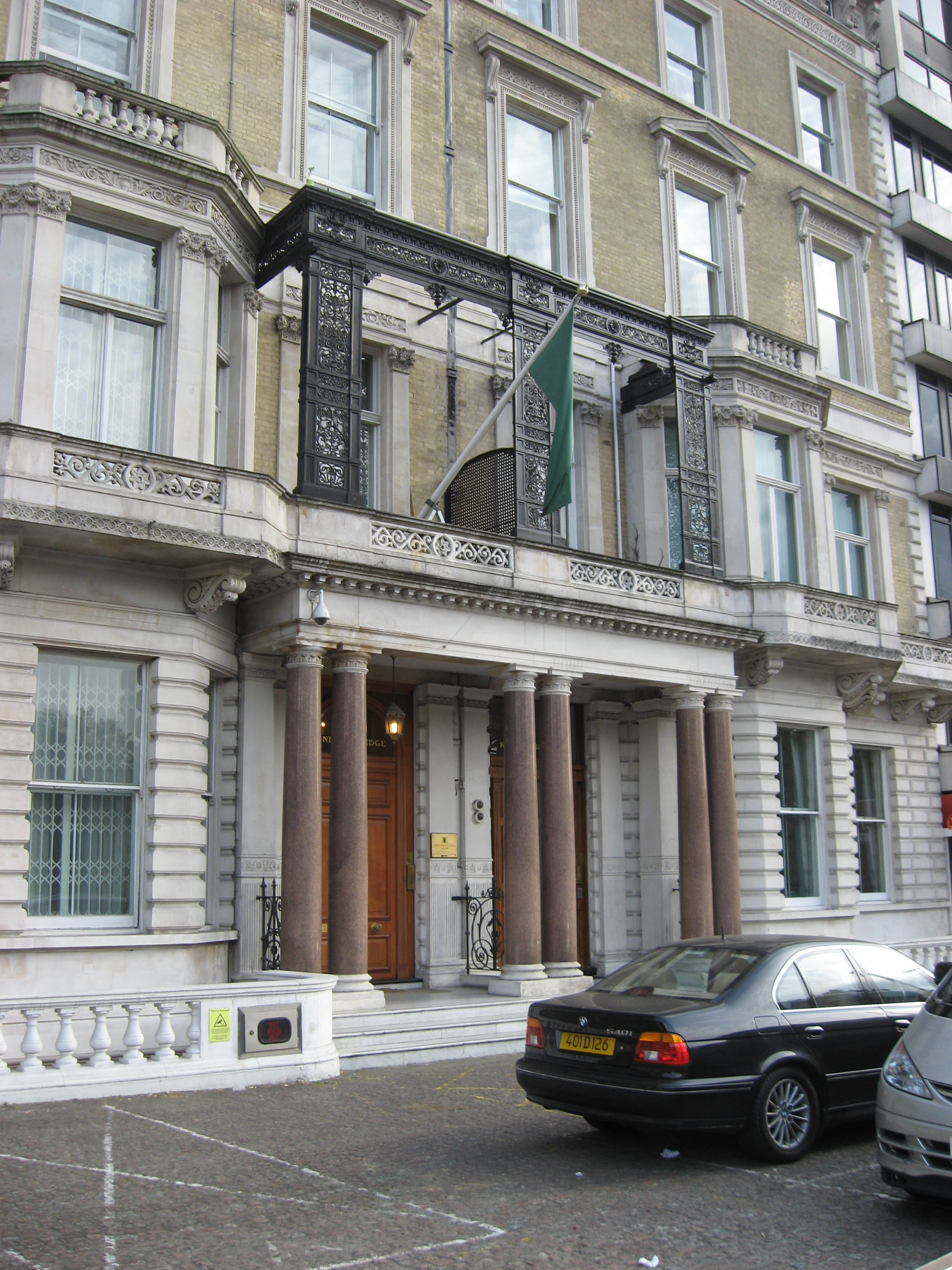
المكتب الشعبي الليبي في لندن.

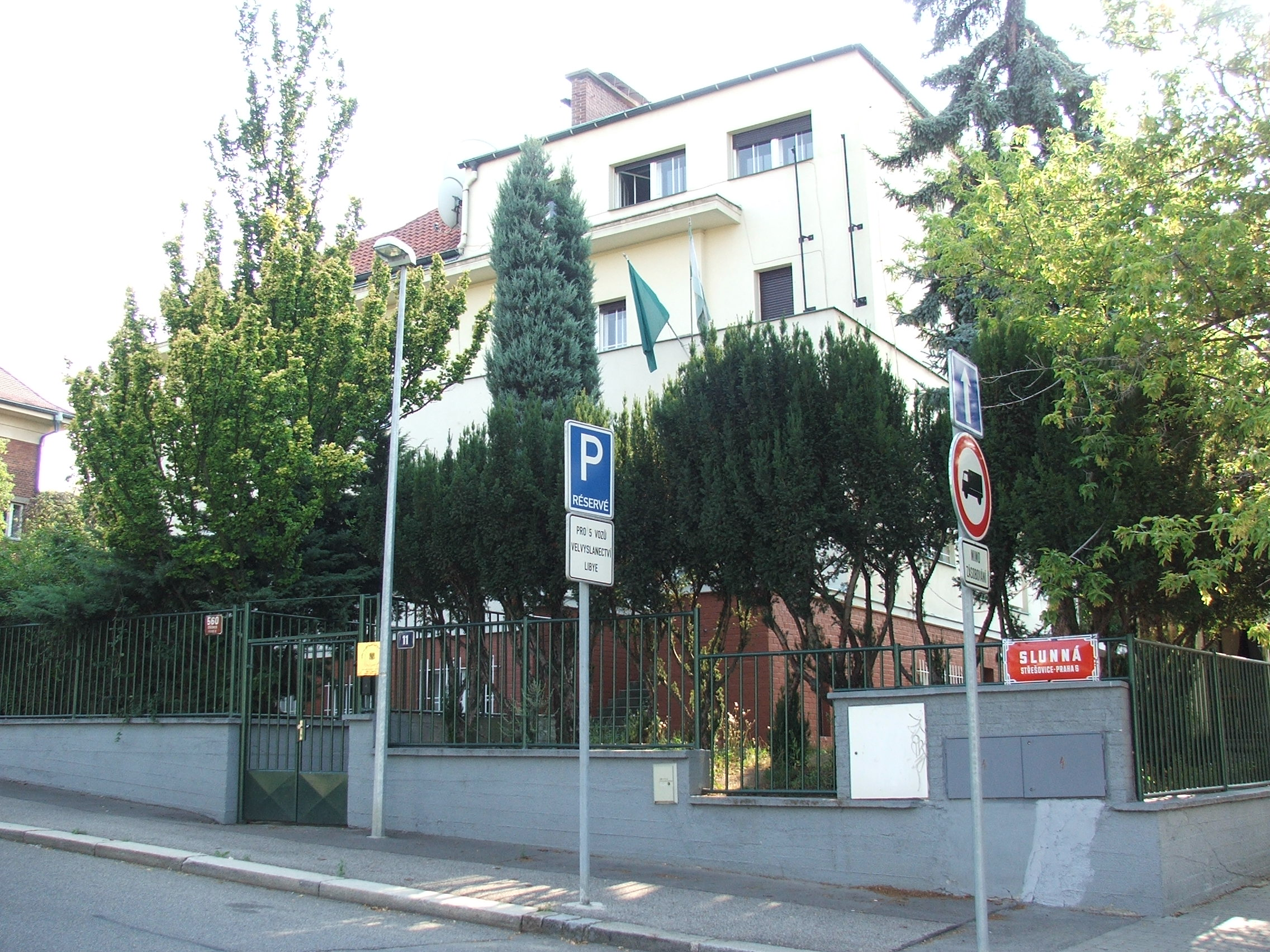
المكتب الشعبي الليبي في براغ.

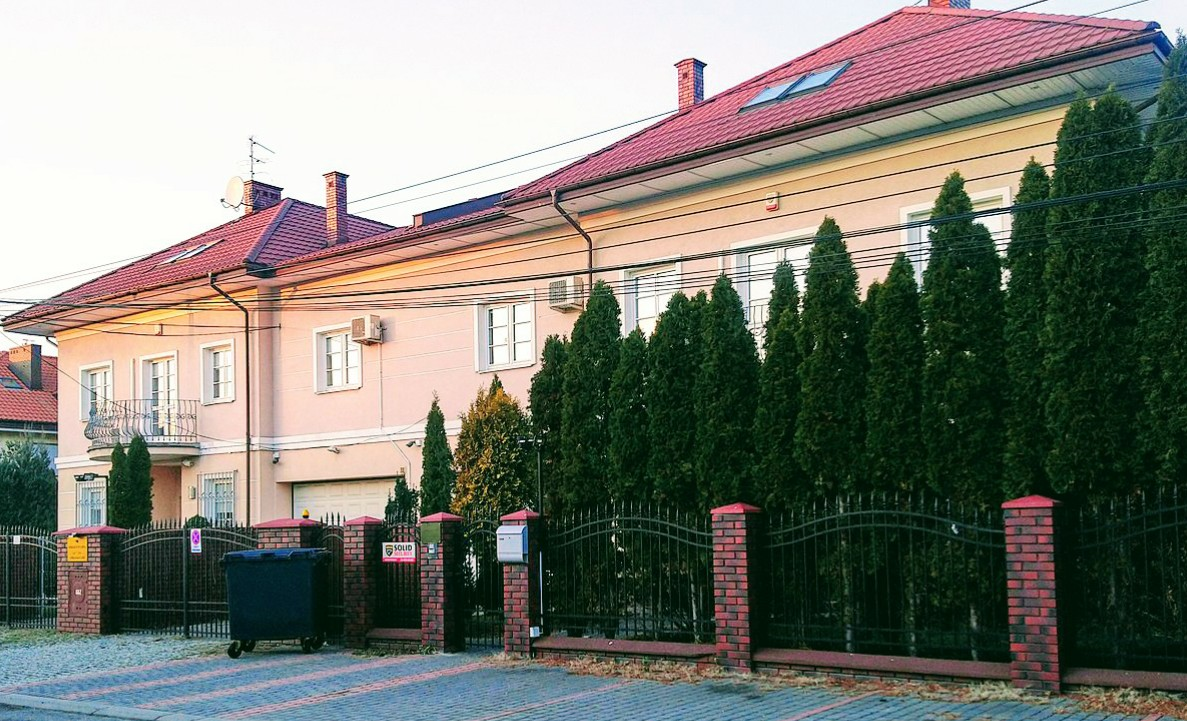
المكتب الشعبي الليبي في وارسو.

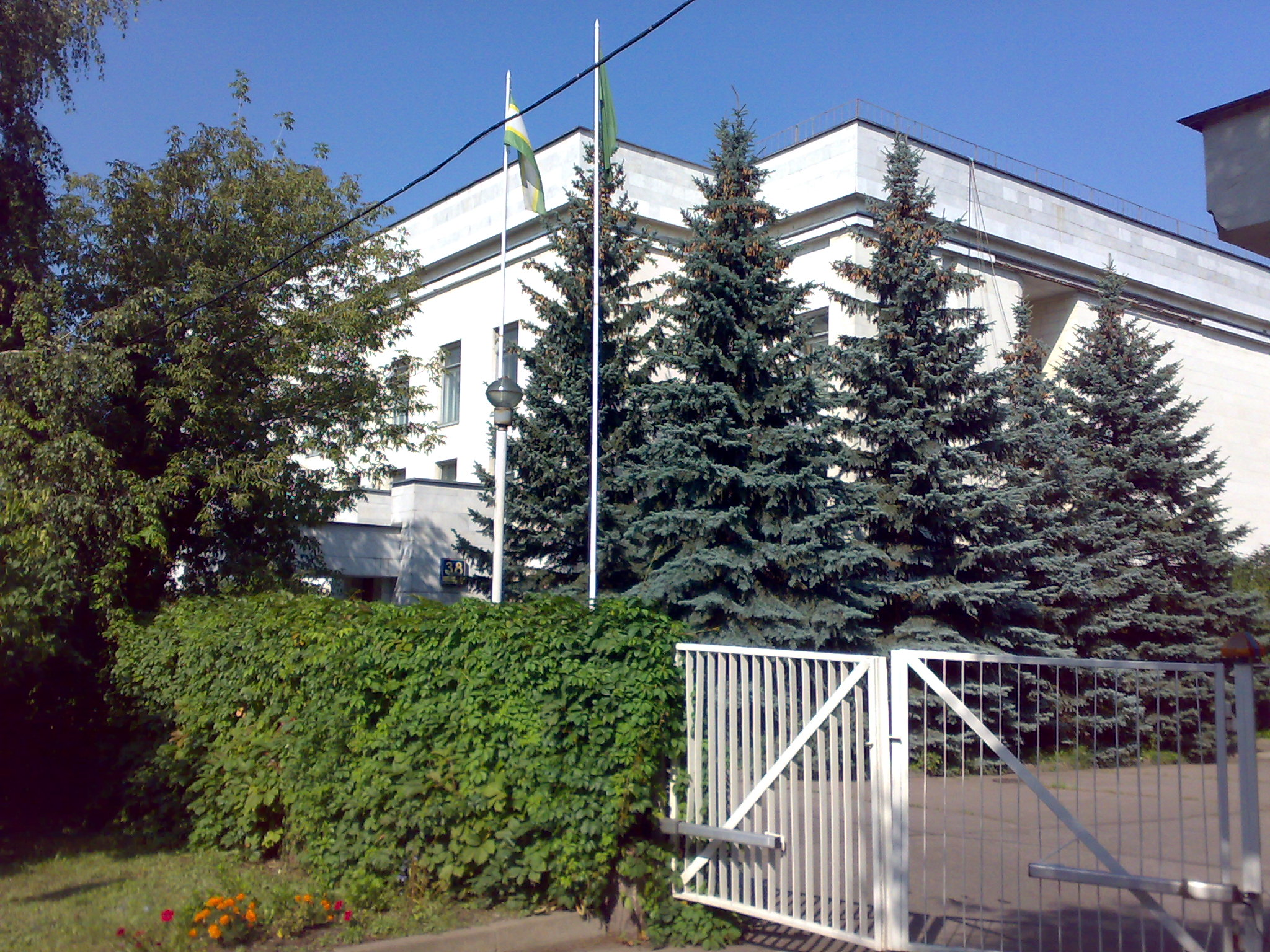
المكتب الشعبي الليبي في موسكو.

- ألبانيا
  - تيرانا (مكتب شعبي)
- النمسا
  - فيينا (مكتب شعبي)
- روسيا البيضاء
  - منسك (مكتب شعبي)
- بلجيكا
  - بروكسل (مكتب شعبي)
- البوسنة والهرسك
  - سراييفو (مكتب شعبي)
- بلغاريا
  - صوفيا (مكتب شعبي)
- كرواتيا
  - زغرب (مكتب شعبي)
- التشيك
  - براغ (مكتب شعبي)
- الدنمارك
  - كوبنهاغن (قنصلية عامة)
- فرنسا
  - باريس (مكتب شعبي)
  - مرسيليا (قنصلية عامة)
- ألمانيا
  - برلين (مكتب شعبي)
- اليونان
  - أثينا (مكتب شعبي)
- المجر
  - بودابست (مكتب شعبي)
- إيطاليا
  - روما (مكتب شعبي)
  - ميلانو (قنصلية عامة)
  - باليرمو (قنصلية عامة)
- مالطا
  - فاليتا (مكتب شعبي)
- هولندا
  - لاهاي (مكتب شعبي)
- بولندا
  - وارسو (مكتب شعبي)
- البرتغال
  - لشبونة (مكتب شعبي)
- رومانيا
  - بوخارست (مكتب شعبي)
- روسيا
  - موسكو (مكتب شعبي)
- صربيا
  - بلغراد (مكتب شعبي)
- سلوفاكيا
  - براتسلافا (مكتب شعبي)
- إسبانيا
  - مدريد (مكتب شعبي)
- السويد
  - ستوكهولم (مكتب شعبي)
- سويسرا
  - برن (مكتب شعبي)
- أوكرانيا
  - كييف (مكتب شعبي)
- المملكة المتحدة
  - لندن (مكتب شعبي)

## أمريكا الشمالية

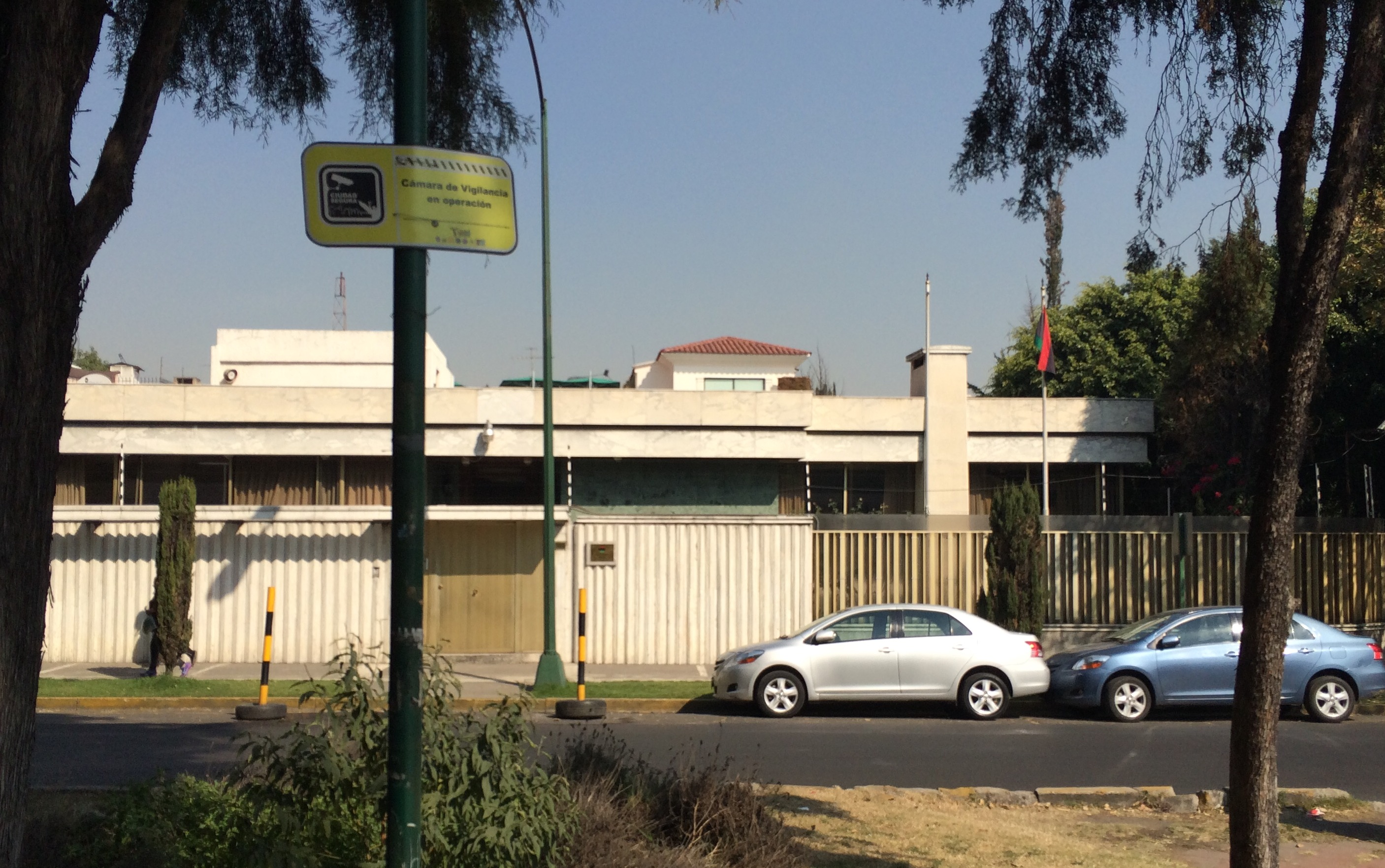
المكتب الشعبي الليبي في مكسيكو سيتي.

- كندا
  - أوتاوا (مكتب شعبي)
- كوبا
  - هافانا (مكتب شعبي)
- المكسيك
  - مدينة مكسيكو (مكتب شعبي)
- نيكاراغوا
  - ماناغوا (مكتب شعبي)
- بنما
  - مدينة بنما (مكتب شعبي)
- الولايات المتحدة
  - واشنطن دي سي (مكتب شعبي)

## أمريكا الجنوبية
- الأرجنتين
  - بيونس آيرس (مكتب شعبي)
- البرازيل
  - برازيليا (مكتب شعبي)
- فنزويلا
  - كراكاس (مكتب شعبي)

## آسيا
- أفغانستان
  - كابول (مكتب شعبي)
- أذربيجان
  - باكو (مكتب شعبي)
- البحرين
  - المنامة (مكتب الأخوة الليبي)
- بنغلاديش
  - دكا (مكتب شعبي)
- الصين
  - بكين (مكتب شعبي)
- قبرص
  - نيقوسيا (مكتب شعبي)
- الهند
  - نيو دلهي (مكتب شعبي)
- إندونيسيا
  - جاكرتا (مكتب شعبي)
- إيران
  - طهران (مكتب شعبي)
- اليابان
  - طوكيو (مكتب شعبي)
- الأردن
  - عمان (مكتب شعبي)
- كازاخستان
  - ألماتي (مكتب شعبي)
- كوريا الشمالية
  - بيونغ يانغ (مكتب شعبي)
- Republic of Korea
  - سيول (مكتب شعبي)
- الكويت
  - الكويت (مدينة) (مكتب شعبي)
- لبنان
  - بيروت (مكتب شعبي)
- ماليزيا
  - كوالا لامبور (مكتب شعبي)
- سلطنة عمان
  - مسقط (مكتب شعبي)
- باكستان
  - إسلام أباد (مكتب شعبي)
  - كراتشي (قنصلية عامة)
- الفلبين
  - مانيلا (مكتب شعبي)
- قطر
  - الدوحة (مكتب شعبي)
- السعودية
  - الرياض (مكتب شعبي)
  - جدة (قنصلية عامة)
- سريلانكا
  - كولومبو (مكتب شعبي)
- سوريا
  - دمشق (مكتب شعبي)
- تايلاند
  - بانكوك (مكتب شعبي)
- تركيا
  - أنقرة (مكتب شعبي)
  - إسطنبول (قنصلية عامة)
- تركمانستان
  - عشق أباد (مكتب شعبي)
- الإمارات العربية المتحدة
  - أبوظبي (مكتب شعبي)
- اليمن
  - صنعاء (مكتب شعبي)
- فيتنام
  - هانوي (مكتب شعبي)

## أوقيانوسيا
- أستراليا
  - كانبيرا (مكتب شعبي)

## منظمات دولية أخرى
- - البعثة الدائمة إلى الاتحاد الأفريقي في أديس أبابا
  - البعثة الدائمة إلى الاتحاد الأوروبي في بروكسل
  - البعثة الدائمة إلى الجامعة العربية في القاهرة
  - البعثة الدائمة إلى مقر الأمم المتحدة والمنظمات الدولية الأخرى في جنيف
  - البعثة الدائمة إلى مقر الأمم المتحدة والمنظمات الدولية الأخرى في نيروبي
  - البعثة الدائمة إلى هيئة الأمم المتحدة في نيويورك
  - البعثة الدائمة إلى اليونيسكو في باريس
  - البعثة الدائمة إلى الفاو في روما
  - البعثة الدائمة إلى الأمم المتحدة والمنظمات الدولية الأخرى في فيينا.